# Левые социалисты (Дания)
«Левые социалисты», ЛС (дат. Venstresocialisterne, VS) — социалистическая организация в Дании, входящая в Красно-зелёную коалицию.

## Программные принципы
Деятельность ЛС строится на «недогматическом революционном и марксистском базисе». Левые социалисты рассматривают теорию и метод марксизма — диалектический и исторический материализм — как наиболее подходящий инструмент для понимания общественных процессов.

## История и деятельность
Группа «Левые социалисты» Образовалась в 1967 году в результате раскола в Социалистической народной партии (СНП). Разногласия в СНП произошли по вопросу о взаимодействии с Социал-демократической партией — СНП изначально надеялась сдвинуть курс социал-демократов влево, оказывая парламентскую поддержку их правительству, однако на деле оказалась неспособной влиять на его политику. В итоге, левое крыло, включая Кая Мольтке, выделилось в отдельную партию.
В 1968 году ЛС впервые участвовали в парламентских выборах, получив 2 % голосов и 4 депутатских кресла. Выборы 1971 и 1973 годов для партии оказались неудачными — она не получила ни одного места в Фолькетинге. После выборов 1975 года вновь были представлены в парламенте до 1987 года, получая до 3,7 % голосов и 4-6 мест в парламенте. В 1984 году от ЛС откололась группа, затем присоединившаяся к Международной социалистической тенденции и принявшая название «Международные социалисты».
С 1984 по 1992 год у ЛС была молодёжная организация — «Молодёжь Левых социалистов» (Venstresocialisternes Ungdom). Сейчас взаимодействует с Социалистическим молодёжным фронтом, основанным в 2001 году на базе существовавшей с 1992 года организации «Rebel» (Революционная социалистическая молодёжь).
В 1989 году ЛС вместе с Компартией Дании и троцкистской Социалистической рабочей партией учредили Красно-зелёную коалицию для участия в выборах. На выборах 1998 года ЛС изменили свой статус из партии в политическую ассоциацию. В настоящее время работа организации сосредоточена в основном на строительстве Красно-зелёной коалиции. Левые социалисты издают теоретический журнал «Solidaritet» («Солидарность»).

## Члены
- Мольтке, Кай